# مطالعات کلاسیک
مطالعات کلاسیک شاخهٔ علمی مطالعه پیرامون آثار یا اندیشه‌های ماندگاری است که رفته رفته بخشی از میراث بشری به شمار آمده و می‌آیند. جنبه‌های گوناگون فرهنگی زمانی که به یک حد تکاملی نزدیک بشوند نمونه‌های برجسته‌ای از خود تولید می‌کنند. پس از آن نمونه‌های بهتر و بهتر یا دست کم همسطح پدید می‌آید ولی معمولاً همان نمونه‌های تکمیل اولیه را آثار کلاسیک این یا آن رشته فرهنگی و هنری و فنی می‌نامند. آثار کلاسیک معمولاً الگوی کارهای بعدی قرار می‌گیرند.
برای نمونه کار استانداردسازی زبان نوشتاری فارسی نو پیرامون ۱۲۰۰ سال پیش (سده ۲ و ۳ هجری) آغاز شد و پس از غربال و پیرایش‌های پیاپی مردم پارسی‌گو رفته رفته به یک زبان استاندارد نوشتاری دارای چارچوب و معیار دست یافتند (فارسی یکی از نخستین زبان‌های دنیاست که استاندارد نوشتاری پیدا کرد). پس از آن سرایندگان و نویسندگان بسیاری طبع و توان خود را در پروراندن و تکمیل کردن و زیباسازی سبک نوشتاری پارسی آزمودند و هر کس کار شخص پیش از خود را پی گرفت تا اینکه توان نوشتاری پارسی به سطح آفریدن اثری مانند گشتاسپ‌نامه دقیقی و سپس به پیدایش شاهنامه فردوسی رسید. پس از شاهنامه آثار بسیاری در تقلید و تکمیل آن نوشته شد مانند گرشاسب نامه اسدی توسی و غیره ولی نمونه برتر و تکامل‌یافته اولیه همان شاهنامه فردوسی است که به این خاطر از آثار کلاسیک زبان پارسی به شمار می‌رود.
به همین ترتیب ما آثار سرآمد و ماندگار یا همان کلاسیک در زمینه موسیقی، تندیس‌گری، معماری، پژوهش‌های فنی و غیره داریم.
اروپائیان و در پی آن‌ها آمریکائیان در زبان‌های خود با نادیده گرفتن نقش دیگر تمدن‌های جهان در پیشرفت فرهنگ انسانی تنها به دستاوردهای فرهنگی یونان و روم نام کلاسیک داده و دوران‌های باستانی یونان و روم را «دوران کلاسیک» نامگذاری کرده‌اند. این نامگذاری نتیجه روند ریشه‌دار و طولانی اروپامحوری است.